# Il tempo delle tenebre
Il tempo delle tenebre (titolo originale: Shadow's Edge) è un romanzo fantasy del 2008 dello scrittore statunitense Brent Weeks, secondo volume della trilogia L'angelo della notte (The Night Angel in lingua originale).

## Trama
La città di Cenaria è stata conquistata dalle truppe del Re Divino di Khalidor, Garoth Ursuul, che, subito dopo essersi insediato nel castello reale, mette in atto una crudele rappresaglia dimostrativa sia contro i suoi soldati Highlander Graavar - per la presunta codardia dimostrata durante la conquista della città - sia contro i nobili cenariani.
Kylar Stern ha deciso di abbandonare la via delle tenebre, ma prima di cambiare vita e lasciare la città con la fidanzata Elene e Uly, figlia di Durzo Blint e Momma K., deve portare a termine un ultimo incarico del Sa'kagé: prendere il posto del barone Kirof come "vittima" di un finto omicidio eseguito dal duca khalidoriano Vargun.
Nella zona più profonda e terribile - chiamata "Buco del Culo dell'Inferno" - delle Fauci, la prigione di Cenaria, dove regna una opprimente calura accompagnata dal tanfo di zolfo, si trovano undici uomini ed una donna. Uno degli uomini, soprannominato dagli altri prigionieri "re", è il deposto re di Cenaria, Logan Gyre, nascostosi nel Buco per sfuggire agli uomini del Re Divino Garoth Ursuul.

## Personaggi

### I sicari di Cenaria
- Kylar Stern, l'Angelo della Notte
- Hu Gibbet
- Viridiana Sovari, detta Vi, apprendista di Hu Gibbet
- Jonus Severing
- Scarred Wrable

### Nobili di Cenaria
- Terah Graesin, sedicente regina di Cenaria
- Logan Gyre, re deposto di Cenaria
- Jenine, figlia di re Aleine IX e moglie di Logan
- Lady Trudana, moglie del duca Jadwin
- Barone Kirof

### Prigionieri delle Fauci
- Gnasher, l'idiota
- Lilly
- Jake
- Fin, il capo delle Fauci
- Logan Gyre, re deposto di Cenaria

### IlSa'kagédi Cenaria
- Gwinvere Kirena, alias Momma K., la Signora dei Piaceri
- Jarl, shinga del Sa'kagé e amico di Kylar

### La famiglia Drake
- il conte Rimbold Drake, avvocato
- Serah, figlia maggiore del conte
- Mags, figlia del conte
- Aline, figlia minore del conte

### Khalidor
- Garoth Ursuul, re divino di Khalidor
- Moburu Ursuul, figlio di Garoth
- Neph Dada, Vürdmeister
- Duca Vargun
- Ferl Khalius, disertore
- Ghorran, soldato

### Le Sorelle della Cappella
- Istariel Wyant, portavoce della Cappella
- Ariel Wyant Sa'fastae
- Jessie al'Gwaydin
- Drissa Nile

### Caernarvon
- Mea, zia di Elene
- Braen, figlio di Mea
- Gran Mastro Haylin, fabbro
- Mastro Bourary, gioielliere
- Capricia, commessa per Mastro Bourary

### Altri personaggi
- Elene, fidanzata di Kylar
- Uly, figlia di Durzo Blint e Momma K
- Dorian, mago e profeta, figlio di Garoth Ursuul
- Feir Cousat, guerriero e amico di Dorian
- Solon Tofusin, nobile dell'isola di Seth
- Antoninus Wervel, mago Modaini
- Kaldrosa Wyn, ex pirata, adesso prostituta
- Aristarchos ban Ebron, bardo di Ladesh
- Hurin Gher, comandante della guardia di Cenaria
- Tevor Nile, mago e guaritore, marito di Drissa

## Edizioni
- Brent Weeks, Il tempo delle tenebre, traduzione di Daniela Di Falco, Newton & Compton, 2011, ISBN 978-88-541-2751-7.